# Cinquième circonscription du Morbihan
La cinquième circonscription du Morbihan est l'une des six circonscriptions législatives françaises que compte le département du Morbihan.

## La circonscription de 1958 à 1986

### Description géographique
Dans le découpage électoral de 1958, la cinquième circonscription du Morbihan était composée des cantons suivants :
- Canton de Groix
- Canton de Lorient-I
- Canton de Lorient-II
- Canton de Pont-Scorff.

### Historique des députations
| Législature | Début de mandat | Fin de mandat  | Député             | Parti politique | Observations |
| ----------- | --------------- | -------------- | ------------------ | --------------- | --- |
| Ire         | 9 décembre 1958 | 9 octobre 1962 | Louis Le Montagner | CNIP            | Mandat écourté à la suite d'une dissolution parlementaire décidée par Charles de Gaulle.                                                                       |
| IIe         | 6 décembre 1962 | 2 avril 1967   | Maurice Bardet     | UNR             | |
| IIIe        | 3 avril 1967    | 30 mai 1968    | Yves Allainmat     | SFIO            | Mandat écourté à la suite d'une dissolution parlementaire décidée par Charles de Gaulle.                                                                       |
| IVe         | 11 juillet 1968 | 1er avril 1973 | Roger de Vitton    | RI              | |
| Ve          | 2 avril 1973    | 2 avril 1978   | Yves Allainmat     | PS              | |
| VIe         | 3 avril 1978    | 22 mai 1981    | Jean-Yves Le Drian | PS              | Mandat écourté à la suite d'une dissolution parlementaire décidée par François Mitterrand.                                                                     |
| VIIe        | 2 juillet 1981  | 1er avril 1986 | Jean-Yves Le Drian | PS              | |
| VIIIe       | 2 avril 1986    | 14 mai 1988    | Aucun              | Aucun           | Proportionnelle par département, pas de député par circonscription. Mandat écourté à la suite d'une dissolution parlementaire décidée par François Mitterrand. |

### Historique des élections

#### Élections de 1958
| Candidat           | Candidat               | Parti          | Premier tour | Premier tour | Second tour | Second tour |  |
| Candidat           | Candidat               | Parti          | Voix         | %            | Voix        | %           |  |
| ------------------ | ---------------------- | -------------- | ------------ | ------------ | ----------- | ----------- |  |
|                    | Jean Le Coutaller      | SFIO           | 12 037       | 26,44        | 16 287      | 36,42       |  |
|                    | Louis Le Montagner élu | CNIP           | 10 204       | 22,41        | 21 641      | 48,39       |  |
|                    | Roger Le Hyaric        | PCF            | 7 950        | 17,46        | 6 791       | 15,19       |  |
|                    | Paul Bollet            | MRP            | 6 225        | 13,67        | Retrait     | Retrait     |  |
|                    | Maurice Bardet         | UNR            | 3 947        | 8,67         | Retrait     | Retrait     |  |
|                    | Jean Brient            | CRR            | 2 355        | 5,17         | Retrait     | Retrait     |  |
|                    | Jules Laurent          | Extrême droite | 2 296        | 5,04         | Retrait     | Retrait     |  |
|                    | Jean-Maurice Vinet     | CRR            | 515          | 1,13         |             |             |  |
|                    |                        |                |              |              |             |             |  |
| Inscrits           | Inscrits               | Inscrits       | 59 846       | 100,00       | 59 767      | 100,00      |  |
| Abstentions        | Abstentions            | Abstentions    | 13 796       | 23,05        | 14 530      | 24,31       |  |
| Votants            | Votants                | Votants        | 46 050       | 76,95        | 45 237      | 75,69       |  |
| Blancs et nuls     | Blancs et nuls         | Blancs et nuls | 521          | 1,13         | 518         | 1,15        |  |
| Exprimés           | Exprimés               | Exprimés       | 45 529       | 98,87        | 44 719      | 98,85       |  |
| Source : Data.gouv |                        |                |              |              |             |             |  |

Le suppléant de Louis Le Montagner était François Le Clainche, avocat au barreau de Lorient.

#### Élections de 1962
| Candidat           | Candidat                   | Parti          | Premier tour | Premier tour | Second tour | Second tour |  |
| Candidat           | Candidat                   | Parti          | Voix         | %            | Voix        | %           |  |
| ------------------ | -------------------------- | -------------- | ------------ | ------------ | ----------- | ----------- |  |
|                    | Maurice Bardet élu         | UNR-UDT        | 11 757       | 28,17        | 24 796      | 57,63       |  |
|                    | Jean Maurice               | PCF            | 9 674        | 23,18        | 17 683      | 41,1        |  |
|                    | Louis Le Montagner sortant | CNIP           | 9 460        | 22,66        | 548         | 1,27        |  |
|                    | Louis Le Moënic            | SFIO           | 7 858        | 18,83        | Retrait     | Retrait     |  |
|                    | Paul Bollet                | MRP            | 2 990        | 7,16         | Retrait     | Retrait     |  |
|                    |                            |                |              |              |             |             |  |
| Inscrits           | Inscrits                   | Inscrits       | 62 591       | 100,00       | 62 575      | 100,00      |  |
| Abstentions        | Abstentions                | Abstentions    | 20 275       | 32,39        | 17 902      | 28,61       |  |
| Votants            | Votants                    | Votants        | 42 316       | 67,61        | 44 673      | 71,39       |  |
| Blancs et nuls     | Blancs et nuls             | Blancs et nuls | 577          | 1,36         | 1 646       | 3,68        |  |
| Exprimés           | Exprimés                   | Exprimés       | 41 739       | 98,64        | 43 027      | 96,32       |  |
| Source : Data.gouv |                            |                |              |              |             |             |  |

Le suppléant de Maurice Bardet était le Docteur Michel Guillon.

#### Élections de 1967
| Candidat           | Candidat           | Parti          | Premier tour | Premier tour | Second tour | Second tour |  |
| Candidat           | Candidat           | Parti          | Voix         | %            | Voix        | %           |  |
| ------------------ | ------------------ | -------------- | ------------ | ------------ | ----------- | ----------- |  |
|                    | Pierre Messmer     | UD-Ve          | 19 719       | 37,48        | 24 918      | 47,69       |  |
|                    | Jean Maurice       | PCF            | 12 387       | 23,54        | Retrait     | Retrait     |  |
|                    | Yves Allainmat élu | FGDS (SFIO)    | 11 853       | 22,53        | 27 328      | 52,31       |  |
|                    | Louis Le Montagner | CD (PDM)       | 8 654        | 16,45        | Retrait     | Retrait     |  |
|                    |                    |                |              |              |             |             |  |
| Inscrits           | Inscrits           | Inscrits       | 65 997       | 100,00       | 65 996      | 100,00      |  |
| Abstentions        | Abstentions        | Abstentions    | 12 793       | 19,38        | 13 025      | 19,74       |  |
| Votants            | Votants            | Votants        | 53 204       | 80,62        | 52 971      | 80,26       |  |
| Blancs et nuls     | Blancs et nuls     | Blancs et nuls | 591          | 1,11         | 725         | 1,37        |  |
| Exprimés           | Exprimés           | Exprimés       | 52 613       | 98,89        | 52 246      | 98,63       |  |
| Source : Data.gouv |                    |                |              |              |             |             |  |

Le suppléant d'Yves Allainmat était Joseph Kerbellec, maire de Quéven.

#### Élections de 1968
| Candidat           | Candidat               | Parti          | Premier tour | Premier tour | Second tour | Second tour |  |
| Candidat           | Candidat               | Parti          | Voix         | %            | Voix        | %           |  |
| ------------------ | ---------------------- | -------------- | ------------ | ------------ | ----------- | ----------- |  |
|                    | Roger de Vitton élu    | RI (URP)       | 20 849       | 40,57        | 26 485      | 50,9        |  |
|                    | Yves Allainmat sortant | FGDS (SFIO)    | 15 715       | 30,58        | 25 545      | 49,1        |  |
|                    | Jean Maurice           | PCF            | 9 373        | 18,24        | Retrait     | Retrait     |  |
|                    | Jacques de Bollardière | CD (PDM)       | 4 964        | 9,66         |             |             |  |
|                    | Pierre Marchi          | PSU            | 494          | 0,96         |             |             |  |
|                    |                        |                |              |              |             |             |  |
| Inscrits           | Inscrits               | Inscrits       | 66 047       | 100,00       | 66 028      | 100,00      |  |
| Abstentions        | Abstentions            | Abstentions    | 14 236       | 21,55        | 13 532      | 20,49       |  |
| Votants            | Votants                | Votants        | 51 811       | 78,45        | 52 496      | 79,51       |  |
| Blancs et nuls     | Blancs et nuls         | Blancs et nuls | 416          | 0,8          | 466         | 0,89        |  |
| Exprimés           | Exprimés               | Exprimés       | 51 395       | 99,2         | 52 030      | 99,11       |  |
| Source : Data.gouv |                        |                |              |              |             |             |  |

Le suppléant de Roger de Vitton était Maurice Foulgocq, commerçant à Lanester.

#### Élections de 1973
| Candidat           | Candidat                | Parti          | Premier tour | Premier tour | Second tour | Second tour |  |
| Candidat           | Candidat                | Parti          | Voix         | %            | Voix        | %           |  |
| ------------------ | ----------------------- | -------------- | ------------ | ------------ | ----------- | ----------- |  |
|                    | Yves Allainmat élu      | PS (UGSD)      | 19 595       | 34,82        | 30 368      | 54,50       |  |
|                    | Roger de Vitton sortant | RI (URP)       | 19 575       | 34,78        | 25 349      | 45,50       |  |
|                    | Jean Maurice            | PCF            | 11 121       | 19,76        | Retrait     | Retrait     |  |
|                    | Eugène Fredet           | Rad (MR)       | 3 489        | 6,19         |             |             |  |
|                    | Jacqueline Le Naour     | LO             | 724          | 1,28         |             |             |  |
|                    | Alain Raude             | SAV            | 719          | 1,27         |             |             |  |
|                    | René Le Pauder          | PSU            | 582          | 1,03         |             |             |  |
|                    | Lucien Le Puil          | Sans étiquette | 470          | 0,83         |             |             |  |
|                    |                         |                |              |              |             |             |  |
| Inscrits           | Inscrits                | Inscrits       | 71 407       | 100,00       | 71 064      | 100,00      |  |
| Abstentions        | Abstentions             | Abstentions    | 14 422       | 20,2         | 14 339      | 20,18       |  |
| Votants            | Votants                 | Votants        | 56 985       | 79,8         | 56 725      | 79,82       |  |
| Blancs et nuls     | Blancs et nuls          | Blancs et nuls | 710          | 1,25         | 1 008       | 1,78        |  |
| Exprimés           | Exprimés                | Exprimés       | 56 275       | 98,75        | 55 717      | 98,22       |  |
| Source : Data.gouv |                         |                |              |              |             |             |  |

Le suppléant d'Yves Allainmat était Pierre Quinio, adjoint au maire de Quéven.

#### Élections de 1978
| Candidat       | Candidat               | Parti          | Premier tour | Premier tour | Second tour | Second tour |  |
| Candidat       | Candidat               | Parti          | Voix         | %            | Voix        | %           |  |
| -------------- | ---------------------- | -------------- | ------------ | ------------ | ----------- | ----------- |  |
|                | Jean-Yves Le Drian élu | PS             | 20 076       | 29,42        | 36 585      | 52,55       |  |
|                | Jean-Claude Croizer    | RPR            | 15 455       | 22,65        | 33 037      | 47,45       |  |
|                | Edmond Le Coz          | UDF (PR) (CDS) | 14 550       | 21,32        | Retrait     | Retrait     |  |
|                | Armand Guillemot       | PCF            | 13 179       | 19,31        | Retrait     | Retrait     |  |
|                | René Le Pauder         | PSU (FAB)      | 1 943        | 2,85         |             |             |  |
|                | Joël Guégan            | UDB            | 1 275        | 1,87         |             |             |  |
|                | Jacqueline Le Naour    | LO             | 794          | 1,16         |             |             |  |
|                | Jean-Yves Cléry        | CNIP           | 490          | 0,72         |             |             |  |
|                | Romain Le Gal          | UOPDP          | 257          | 0,38         |             |             |  |
|                | Maurice Sachot         | FRP            | 213          | 0,31         |             |             |  |
|                |                        |                |              |              |             |             |  |
| Inscrits       | Inscrits               | Inscrits       | 83 744       | 100,00       | 83 688      | 100,00      |  |
| Abstentions    | Abstentions            | Abstentions    | 14 526       | 17,35        | 13 031      | 15,57       |  |
| Votants        | Votants                | Votants        | 69 218       | 82,65        | 70 657      | 84,43       |  |
| Blancs et nuls | Blancs et nuls         | Blancs et nuls | 986          | 1,42         | 1 035       | 1,46        |  |
| Exprimés       | Exprimés               | Exprimés       | 68 232       | 98,58        | 69 622      | 98,54       |  |

Le suppléant de Jean-Yves Le Drian était Yves Allainmat.

#### Élections de 1981
| Candidat       | Candidat                         | Parti          | Premier tour | Premier tour | Second tour | Second tour |  |
| Candidat       | Candidat                         | Parti          | Voix         | %            | Voix        | %           |  |
| -------------- | -------------------------------- | -------------- | ------------ | ------------ | ----------- | ----------- |  |
|                | Jean-Yves Le Drian sortant réélu | PS             | 29 803       | 49,42        | 39 367      | 62,65       |  |
|                | Joseph Kergueris                 | UDF (PR)       | 21 231       | 35,20        | 23 473      | 37,35       |  |
|                | Armand Guillemot                 | PCF            | 7 395        | 12,26        |             |             |  |
|                | Yannick Quénéhervé               | UDB            | 1 302        | 2,16         |             |             |  |
|                | Jacqueline Le Naour              | LO             | 576          | 0,95         |             |             |  |
|                | Philippe Blondeau                | CCA            | 1            | 0            |             |             |  |
|                |                                  |                |              |              |             |             |  |
| Inscrits       | Inscrits                         | Inscrits       | 88 165       | 100,00       | 88 165      | 100,00      |  |
| Abstentions    | Abstentions                      | Abstentions    | 27 194       | 30,84        | 24 592      | 27,89       |  |
| Votants        | Votants                          | Votants        | 60 971       | 69,16        | 63 573      | 72,11       |  |
| Blancs et nuls | Blancs et nuls                   | Blancs et nuls | 663          | 1,09         | 733         | 1,15        |  |
| Exprimés       | Exprimés                         | Exprimés       | 60 308       | 98,91        | 62 840      | 98,85       |  |

Le suppléant de Jean-Yves Le Drian était Jo Le Lamer.

## La circonscription depuis 1986

### Description géographique et démographique
Dans le découpage électoral de la loi n°86-1197 du 24 novembre 1986
, la circonscription regroupe les cantons suivants :
- Canton de Groix
- Canton de Lanester
- Canton de Lorient-Centre
- Canton de Lorient-Nord
- Canton de Lorient-Sud
- Canton de Plœmeur.

D'après le recensement général de la population en 1999, réalisé par l'Institut national de la statistique et des études économiques (INSEE), la population totale de cette circonscription est estimée à 110 183 habitants,.
Le découpage de la circonscription n'a pas été modifié par le redécoupage des circonscriptions législatives françaises de 2010.

### Historique des députations
| Législature | Début de mandat | Fin de mandat  | Député                    | Parti politique | Observations                                                                                     |
| ----------- | --------------- | -------------- | ------------------------- | --------------- | ------------------------------------------------------------------------------------------------ |
| IXe         | 23 juin 1988    | 18 mai 1991    | Jean-Yves Le Drian        | PS              | Remplacé par Pierre Victoria à partir du 18 mai 1991 à la suite de sa nomination au gouvernement |
| IXe         | 18 mai 1991     | 1er avril 1993 | Pierre Victoria           | PS              | Remplacé par Pierre Victoria à partir du 18 mai 1991 à la suite de sa nomination au gouvernement |
| Xe          | 2 avril 1993    | 21 avril 1997  | Michel Godard,            | UDF,            | Mandat écourté à la suite d'une dissolution parlementaire décidée par Jacques Chirac.            |
| XIe         | 12 juin 1997    | 18 juin 2002   | Jean-Yves Le Drian,       | PS,             |                                                                                                  |
| XIIe        | 19 juin 2002    | 19 juin 2007   | Jean-Yves Le Drian,       | PS,             |                                                                                                  |
| XIIIe       | 20 juin 2007    | 5 mai 2011     | Françoise Olivier-Coupeau | PS              | Remplacée par Gwendal Rouillard le 5 mai 2011, à la suite de son décès.                          |
| XIIIe       | 5 mai 2011      | 19 juin 2012   | Gwendal Rouillard         | PS              | Remplacée par Gwendal Rouillard le 5 mai 2011, à la suite de son décès.                          |
| XIVe        | 20 juin 2012    | 20 juin 2017   | Gwendal Rouillard         | PS              |                                                                                                  |
| XVe         | 21 juin 2017    | 21 juin 2022   | Gwendal Rouillard         | LREM            |                                                                                                  |
| XVIe        | 22 juin 2022    | 9 juin 2024    | Lysiane Métayer           | TdP             | Mandat écourté à la suite d'une dissolution parlementaire décidée par Emmanuel Macron.           |
| XVIIe       | 8 juillet 2024  | En cours       | Damien Girard             | LÉ              |                                                                                                  |

### Historique des élections

#### Élections de 1988
| Candidat       | Candidat                         | Parti          | Premier tour | Premier tour | Second tour | Second tour |  |
| Candidat       | Candidat                         | Parti          | Voix         | %            | Voix        | %           |  |
| -------------- | -------------------------------- | -------------- | ------------ | ------------ | ----------- | ----------- |  |
|                | Jean-Yves Le Drian sortant réélu | PS             | 21 441       | 44,59        | 29 316      | 59,12       |  |
|                | Michel Godard                    | UDF (PR) (URC) | 12 156       | 25,28        | 20 274      | 40,88       |  |
|                | Jean Maurice                     | PCF            | 7 153        | 14,87        |             |             |  |
|                | Roger Lozachmeur                 | FN             | 3 777        | 7,85         |             |             |  |
|                | Jacques Bellanger                | diss. UDF      | 3 561        | 7,41         |             |             |  |
|                |                                  |                |              |              |             |             |  |
| Inscrits       | Inscrits                         | Inscrits       | 76 986       | 100,00       | 76 986      | 100,00      |  |
| Abstentions    | Abstentions                      | Abstentions    | 28 015       | 36,39        | 25 692      | 33,37       |  |
| Votants        | Votants                          | Votants        | 48 971       | 63,61        | 51 294      | 66,63       |  |
| Blancs et nuls | Blancs et nuls                   | Blancs et nuls | 883          | 1,8          | 1 704       | 3,32        |  |
| Exprimés       | Exprimés                         | Exprimés       | 48 088       | 98,2         | 49 590      | 96,68       |  |

Le suppléant de Jean-Yves Le Drian était Pierre Victoria, cadre du secteur privé. Pierre Victoria remplaça Jean-Yves Le Drian, nommé membre du gouvernement, du 18 juin 1991 au 1er avril 1993.

#### Élections de 1993
| Candidat       | Candidat                   | Parti          | Premier tour | Premier tour | Second tour | Second tour |  |
| Candidat       | Candidat                   | Parti          | Voix         | %            | Voix        | %           |  |
| -------------- | -------------------------- | -------------- | ------------ | ------------ | ----------- | ----------- |  |
|                | Michel Godard élu          | UDF (PR)       | 16 948       | 33,20        | 26 873      | 53,39       |  |
|                | Jean-Yves Le Drian sortant | PS (ADFP)      | 10 385       | 20,35        | 23 458      | 46,61       |  |
|                | Jean Maurice               | PCF            | 8 359        | 16,38        |             |             |  |
|                | Daniel Bergeron            | FN             | 5 086        | 9,96         |             |             |  |
|                | Éric Regenermel            | GÉ (EÉ)        | 4 156        | 8,14         |             |             |  |
|                | Joseph Le Lamer            | MDR            | 1 334        | 2,61         |             |             |  |
|                | Marjolaine Fontaine        | LT-LNÉ         | 1 300        | 2,55         |             |             |  |
|                | Roger Martin               | UDI            | 875          | 1,71         |             |             |  |
|                | Jacques Bellanger          | Divers droite  | 790          | 1,55         |             |             |  |
|                | Cyril Le Bail              | LO             | 776          | 1,52         |             |             |  |
|                | Lucien Le Puil             | MDD            | 711          | 1,39         |             |             |  |
|                | Gwénaël Le Gras            | LCR            | 317          | 0,62         |             |             |  |
|                |                            |                |              |              |             |             |  |
| Inscrits       | Inscrits                   | Inscrits       | 79 777       | 100,00       | 79 776      | 100,00      |  |
| Abstentions    | Abstentions                | Abstentions    | 26 364       | 33,05        | 25 416      | 31,86       |  |
| Votants        | Votants                    | Votants        | 53 413       | 66,95        | 54 360      | 68,14       |  |
| Blancs et nuls | Blancs et nuls             | Blancs et nuls | 2 378        | 4,45         | 4 029       | 7,41        |  |
| Exprimés       | Exprimés                   | Exprimés       | 51 035       | 95,55        | 50 331      | 92,59       |  |

Le suppléant de Michel Godard était Jean-Yves Coail, conseiller municipal de Lanester.

#### Élections de 1997
| Candidat       | Candidat               | Parti             | Premier tour | Premier tour | Second tour | Second tour |  |
| Candidat       | Candidat               | Parti             | Voix         | %            | Voix        | %           |  |
| -------------- | ---------------------- | ----------------- | ------------ | ------------ | ----------- | ----------- |  |
|                | Jean-Yves Le Drian élu | PS                | 15 851       | 32,76        | 28 625      | 56,79       |  |
|                | Catherine Giquel       | RPR               | 13 117       | 27,11        | 21 777      | 43,21       |  |
|                | Jean Maurice           | PCF               | 5 918        | 12,23        |             |             |  |
|                | Carol Mettétal         | FN                | 5 775        | 11,94        |             |             |  |
|                | Dominique Jeannès      | Les Verts         | 1 516        | 3,13         |             |             |  |
|                | Cyril Le Bail          | LO                | 1 325        | 2,74         |             |             |  |
|                | Jacques Bellanger      | Divers droite     | 1 220        | 2,52         |             |             |  |
|                | Joël Guégan            | UDB               | 1 219        | 2,52         |             |             |  |
|                | Lionel Lemoine         | GÉ                | 906          | 1,87         |             |             |  |
|                | Chantal Vigreux        | LT-LNÉ            | 676          | 1,4          |             |             |  |
|                | Lucien Le Puil         | Divers écologiste | 437          | 0,9          |             |             |  |
|                | Michel Kernaléguen     | LCR               | 427          | 0,88         |             |             |  |
|                |                        |                   |              |              |             |             |  |
| Inscrits       | Inscrits               | Inscrits          | 80 146       | 100,00       | 80 144      | 100,00      |  |
| Abstentions    | Abstentions            | Abstentions       | 29 781       | 37,16        | 26 713      | 33,33       |  |
| Votants        | Votants                | Votants           | 50 365       | 62,84        | 53 431      | 66,67       |  |
| Blancs et nuls | Blancs et nuls         | Blancs et nuls    | 1 978        | 3,93         | 3 029       | 5,67        |  |
| Exprimés       | Exprimés               | Exprimés          | 48 387       | 96,07        | 50 402      | 94,33       |  |

Le suppléant de Jean-Yves Le Drian était Norbert Métairie, professeur de lycée, élu maire de Lorient en 1998 et conseiller général du canton de Lorient-Centre en 2001.

#### Élections de 2002
| Candidat       | Candidat                         | Parti            | Premier tour | Premier tour | Second tour | Second tour |  |
| Candidat       | Candidat                         | Parti            | Voix         | %            | Voix        | %           |  |
| -------------- | -------------------------------- | ---------------- | ------------ | ------------ | ----------- | ----------- |  |
|                | Jean-Yves Le Drian sortant réélu | PS               | 17 644       | 35,84        | 24 015      | 50,39       |  |
|                | Fabrice Loher                    | UDF              | 10 487       | 21,3         | 23 643      | 49,61       |  |
|                | Dominique Yvon                   | UMP              | 7 812        | 15,87        |             |             |  |
|                | Daniel Bergeron                  | FN               | 3 627        | 7,37         |             |             |  |
|                | Daniel Gilles                    | PCF              | 2 563        | 5,21         |             |             |  |
|                | Jean-Paul Aucher                 | Les Verts        | 2 186        | 4,44         |             |             |  |
|                | Jacques Bellanger                | Divers droite    | 1 134        | 2,3          |             |             |  |
|                | Cyril Le Bail                    | LO               | 726          | 1,47         |             |             |  |
|                | Maryvonne Loiseau                | LCR              | 711          | 1,44         |             |             |  |
|                | Christian Guyonvarc'h            | UDB              | 663          | 1,35         |             |             |  |
|                | Ivanne Breton                    | Pôle républicain | 455          | 0,92         |             |             |  |
|                | Carol Mettétal                   | MNR              | 368          | 0,75         |             |             |  |
|                | Claude Landa                     | GÉ               | 328          | 0,67         |             |             |  |
|                | Xavier Guillemot                 | Régionaliste     | 326          | 0,66         |             |             |  |
|                | Catherine Houël                  | MPF              | 203          | 0,41         |             |             |  |
|                |                                  |                  |              |              |             |             |  |
| Inscrits       | Inscrits                         | Inscrits         | 80 070       | 100,00       | 80 070      | 100,00      |  |
| Abstentions    | Abstentions                      | Abstentions      | 29 898       | 37,34        | 30 419      | 37,99       |  |
| Votants        | Votants                          | Votants          | 50 172       | 62,66        | 49 651      | 62,01       |  |
| Blancs et nuls | Blancs et nuls                   | Blancs et nuls   | 939          | 1,87         | 1 993       | 4,01        |  |
| Exprimés       | Exprimés                         | Exprimés         | 49 233       | 98,13        | 47 658      | 95,99       |  |

Le suppléant de Jean-Yves Le Drian était Patrick Daniel.

#### Élections de 2007
| Candidat       | Candidat                       | Parti          | Premier tour | Premier tour | Second tour | Second tour |  |
| Candidat       | Candidat                       | Parti          | Voix         | %            | Voix        | %           |  |
| -------------- | ------------------------------ | -------------- | ------------ | ------------ | ----------- | ----------- |  |
|                | Françoise Olivier-Coupeau élue | PS             | 16 360       | 34,31        | 26 444      | 55,27       |  |
|                | Maria Colas                    | UMP            | 11 829       | 24,81        | 21 400      | 44,73       |  |
|                | Fabrice Loher                  | UDF–MoDem      | 7 346        | 15,41        |             |             |  |
|                | Jean Le Bot                    | Divers droite  | 1 926        | 4,04         |             |             |  |
|                | Jean-Paul Aucher               | Les Verts      | 1 879        | 3,94         |             |             |  |
|                | Thierry Goyet                  | PCF            | 1 764        | 3,7          |             |             |  |
|                | Stéphanie Chauvin              | LCR            | 1 286        | 2,7          |             |             |  |
|                | Daniel Bergeron                | FN             | 1 245        | 2,61         |             |             |  |
|                | Yann Syz                       | UDB            | 691          | 1,45         |             |             |  |
|                | Hervé Le Guen                  | PB             | 686          | 1,44         |             |             |  |
|                | Guénaël Le Gras                | Extrême gauche | 606          | 1,27         |             |             |  |
|                | Marie-Flore Le Roy             | MPF            | 461          | 0,97         |             |             |  |
|                | Cyril Le Bail                  | LO             | 436          | 0,91         |             |             |  |
|                | Jean-Pierre Messarovitc        | Divers         | 435          | 0,91         |             |             |  |
|                | Michel Chevant                 | MÉI            | 406          | 0,85         |             |             |  |
|                | Julien Le Diméet               | diss. PCF      | 325          | 0,68         |             |             |  |
|                |                                |                |              |              |             |             |  |
| Inscrits       | Inscrits                       | Inscrits       | 81 377       | 100,00       | 81 381      | 100,00      |  |
| Abstentions    | Abstentions                    | Abstentions    | 32 177       | 39,54        | 31 780      | 39,05       |  |
| Votants        | Votants                        | Votants        | 49 200       | 60,46        | 49 601      | 60,95       |  |
| Blancs et nuls | Blancs et nuls                 | Blancs et nuls | 1 519        | 3,09         | 1 757       | 3,54        |  |
| Exprimés       | Exprimés                       | Exprimés       | 47 681       | 96,91        | 47 844      | 96,46       |  |

#### Élections de 2012
Les élections législatives françaises de 2012 ont lieu les dimanches 10 et 17 juin 2012.
|                                   | Gwendal Rouillard sortant réélu | PS             | 19 864 | 43,75  | 26 787 | 62,19  |  |  |  |  |  |
|                                   | Brigitte Mélin                  | UMP            | 11 726 | 25,83  | 16 289 | 37,81  |  |  |  |  |  |
|                                   | Joëlle Bergeron                 | FN             | 4 775  | 10,52  |        |        |  |  |  |  |  |
|                                   | Joël Gallais                    | FG (PCF)       | 3 234  | 7,12   |        |        |  |  |  |  |  |
|                                   | Jean-Paul Aucher                | EELV           | 2 594  | 5,71   |        |        |  |  |  |  |  |
|                                   | Yann Syz                        | UDB            | 912    | 2,01   |        |        |  |  |  |  |  |
|                                   | Florence Donato-Lehuede         | MoDem          | 910    | 2,00   |        |        |  |  |  |  |  |
|                                   | Catherine Feinte                | PCD            | 487    | 1,07   |        |        |  |  |  |  |  |
|                                   | Cyril Le Bail                   | LO             | 370    | 0,81   |        |        |  |  |  |  |  |
|                                   | Sylviane Hocher                 | NPA            | 273    | 0,60   |        |        |  |  |  |  |  |
|                                   | Yannick Kersuzan                | AC             | 256    | 0,56   |        |        |  |  |  |  |  |
|                                   |                                 |                |        |        |        |        |  |  |  |  |  |
| Inscrits                          | Inscrits                        | Inscrits       | 80 305 | 100,00 | 80 306 | 100,00 |  |  |  |  |  |
| Abstentions                       | Abstentions                     | Abstentions    | 34 031 | 42,38  | 35 460 | 44,16  |  |  |  |  |  |
| Votants                           | Votants                         | Votants        | 46 274 | 57,62  | 44 846 | 55,84  |  |  |  |  |  |
| Blancs et nuls                    | Blancs et nuls                  | Blancs et nuls | 873    | 1,89   | 1 695  | 3,78   |  |  |  |  |  |
| Exprimés                          | Exprimés                        | Exprimés       | 45 401 | 98,11  | 43 151 | 96,22  |  |  |  |  |  |
| Source : Ministère de l'Intérieur |                                 |                |        |        |        |        |  |  |  |  |  |

#### Élections de 2017
Les élections législatives françaises de 2017 ont lieu les dimanches 11 et 18 juin 2017.
|                                                                           |                                                                          |                           |                           |                          |                          |
|                                                                           |                                                                          | Premier tour 11 juin 2017 | Premier tour 11 juin 2017 | Second tour 18 juin 2017 | Second tour 18 juin 2017 |
|                                                                           |                                                                          |                           |                           |                          |                          |
|                                                                           |                                                                          | Nombre                    | % des inscrits            | Nombre                   | % des inscrits           |
| Inscrits                                                                  | Inscrits                                                                 | 80 708                    | 100,00                    | 80 704                   | 100,00                   |
| Abstentions                                                               | Abstentions                                                              | 39 016                    | 48,34                     | 45 562                   | 56,46                    |
| Votants                                                                   | Votants                                                                  | 41 692                    | 51,66                     | 35 142                   | 43,54                    |
|                                                                           |                                                                          |                           | % des votants             |                          | % des votants            |
| Bulletins blancs                                                          | Bulletins blancs                                                         | 823                       | 1,97                      | 2 977                    | 8,47                     |
| Bulletins nuls                                                            | Bulletins nuls                                                           | 195                       | 0,47                      | 860                      | 2,45                     |
| Suffrages exprimés                                                        | Suffrages exprimés                                                       | 40 674                    | 97,56                     | 31 305                   | 89,08                    |
|                                                                           |                                                                          |                           |                           |                          |                          |
| Candidat Étiquette politique (partis et alliances)                        | Candidat Étiquette politique (partis et alliances)                       | Voix                      | % des exprimés            | Voix                     | % des exprimés           |
|                                                                           |                                                                          |                           |                           |                          |                          |
|                                                                           | Gwendal Rouillard (député sortant) La République en marche               | 17 367                    | 42,70                     | 19 756                   | 63,11                    |
|                                                                           | Alexandre Scheuer La France insoumise                                    | 4 956                     | 12,18                     | 11 549                   | 36,89                    |
|                                                                           | David Drégoire Les Républicains                                          | 4 492                     | 11,04                     |                          |                          |
|                                                                           | Christian Mouton Front national                                          | 3 642                     | 8,95                      |                          |                          |
|                                                                           | Teaki Dupont Union des démocrates et indépendants                        | 3 150                     | 7,74                      |                          |                          |
|                                                                           | Damien Girard Europe Écologie Les Verts                                  | 2 601                     | 6,39                      |                          |                          |
|                                                                           | Delphine Alexandre Parti communiste français                             | 1 460                     | 3,59                      |                          |                          |
|                                                                           | Gaël Briand Régionaliste (Oui la Bretagne - Union démocratique bretonne) | 895                       | 2,20                      |                          |                          |
|                                                                           | Aurore Boisvert Divers (Parti animaliste)                                | 548                       | 1,35                      |                          |                          |
|                                                                           | Allain Le Boudouil Écologiste                                            | 382                       | 0,94                      |                          |                          |
|                                                                           | Mathieu Piro Lutte ouvrière                                              | 362                       | 0,89                      |                          |                          |
|                                                                           | Laurence Hermann Divers droite (Parti chrétien-démocrate)                | 318                       | 0,78                      |                          |                          |
|                                                                           | Florence Kempeners Divers gauche (Nouvelle Donne)                        | 290                       | 0,71                      |                          |                          |
|                                                                           | Jordy Mazé Divers (Union populaire républicaine)                         | 211                       | 0,52                      |                          |                          |
| Source : Ministère de l'Intérieur - Cinquième circonscription du Morbihan |                                                                          |                           |                           |                          |                          |

#### Élections de 2022
| Résultats des élections législatives des 12 et 19 juin 2022 de la 5e circonscription du Morbihan |                          |                          |              |              |             |             |
| Candidat                                                                                         | Candidat                 | Parti et coalition       | Premier tour | Premier tour | Second tour | Second tour |
| Candidat                                                                                         | Candidat                 | Parti et coalition       | Voix         | %            | Voix        | %           |
|                                                                                                  | Damien Girard            | EÉLV (NUPES)             | 12 916       | 31,47        | 18 634      | 48,65       |
|                                                                                                  | Lysiane Métayer          | LREM (ENS)               | 9 423        | 22,96        | 19 666      | 51,35       |
|                                                                                                  | Ronan Loas               | HOR diss.                | 8 785        | 21,41        |             |             |
|                                                                                                  | David Mégel              | RN                       | 5 307        | 12,93        |             |             |
|                                                                                                  | Thibault Perrin          | REC                      | 1 890        | 4,61         |             |             |
|                                                                                                  | Gaël Briand              | UDB                      | 1 360        | 3,31         |             |             |
|                                                                                                  | Blandine Pierron         | LO                       | 563          | 1,37         |             |             |
|                                                                                                  | Ghislaine Paoli          | PA                       | 547          | 1,33         |             |             |
|                                                                                                  | Jean-Louis Questiaux     | PB                       | 250          | 0,61         |             |             |
| Votes valides                                                                                    | Votes valides            | Votes valides            | 41 041       | 98,21        | 38 300      | 93,44       |
| Votes blancs                                                                                     | Votes blancs             | Votes blancs             | 585          | 1,40         | 2 044       | 4,99        |
| Votes nuls                                                                                       | Votes nuls               | Votes nuls               | 162          | 0,39         | 644         | 1,57        |
| Total                                                                                            | Total                    | Total                    | 41 788       | 100          | 40 988      | 100         |
| Abstention                                                                                       | Abstention               | Abstention               | 40 041       | 48,93        | 40 851      | 49,92       |
| Inscrits / participation                                                                         | Inscrits / participation | Inscrits / participation | 81 829       | 51,07        | 81 839      | 50,08       |

#### Élections de 2024
- Députée sortante : Lysiane Métayer (Territoires de progrès)

| Candidat                 | Candidat                 | Parti et coalition       | Nuance                   | Premier tour | Premier tour | Second tour | Second tour |
| Candidat                 | Candidat                 | Parti et coalition       | Nuance                   | Voix         | %            | Voix        | %           |
| ------------------------ | ------------------------ | ------------------------ | ------------------------ | ------------ | ------------ | ----------- | ----------- |
|                          | Damien Girard            | LÉ (NFP)                 | UG                       | 19 612       | 35,56        | 21 760      | 38,88       |
|                          | Lysiane Métayer          | TdP (ENS)                | ENS                      | 19 081       | 34,60        | 19 117      | 34,15       |
|                          | Aurélie Le Goff          | RN                       | RN                       | 15 386       | 27,90        | 15 096      | 26,97       |
|                          | Blandine Pierron         | LO                       | EXG                      | 1 067        | 1,93         |             |             |
|                          |                          |                          |                          |              |              |             |             |
| Votes valides            | Votes valides            | Votes valides            | Votes valides            | 55 146       | 97,46        | 55 973      | 97,69       |
| Votes blancs             | Votes blancs             | Votes blancs             | Votes blancs             | 1 128        | 1,99         | 1 075       | 1,88        |
| Votes nuls               | Votes nuls               | Votes nuls               | Votes nuls               | 311          | 0,55         | 250         | 0,44        |
| Total                    | Total                    | Total                    | Total                    | 56 585       | 100          | 57 298      | 100         |
| Abstention               | Abstention               | Abstention               | Abstention               | 24 235       | 29,99        | 23 525      | 29,11       |
| Inscrits / participation | Inscrits / participation | Inscrits / participation | Inscrits / participation | 80 820       | 70,01        | 80 823      | 70,89       |

#### Par communes, premier tour
| Commune      | Pierron | Pierron | Girard | Girard | Métayer | Métayer | Le Goff | Le Goff | P.    |
| Commune      | #       | %       | #      | %      | #       | %       | #       | %       | P.    |
| ------------ | ------- | ------- | ------ | ------ | ------- | ------- | ------- | ------- | ----- |
| Groix        | 36      | 2,21    | 586    | 35,93  | 526     | 32,25   | 483     | 29,61   | 75,21 |
| Lanester     | 294     | 2,63    | 4 432  | 39,61  | 2 985   | 36,68   | 3 479   | 31,01   | 67,00 |
| Lorient      | 237     | 2,14    | 9 983  | 39,69  | 7 912   | 31,46   | 6 720   | 26,72   | 67,76 |
| Larmor-Plage | 41      | 0,74    | 1 282  | 23,02  | 2 815   | 50,56   | 1 430   | 25,68   | 78,35 |
| Ploemeur     | 158     | 1,36    | 3 329  | 28,69  | 4 843   | 41,74   | 3 274   | 28,21   | 74,04 |